# Китайское национальное космическое управление
Китайское национальное космическое управление (CNSA, кит. трад. 國家航天局, упр.  国家航天局, пиньинь Guó Jiā Háng Tiān Jú, палл. Го Цзя Хан Тянь Цзюй, буквально национальная аэрокосмическая администрация) — национальное космическое агентство Китая, ответственное за национальную космическую программу.

## История
Управление было основано в 1993 году, когда Министерство аэрокосмической промышленности было разделено на CNSA и Китайскую космическую корпорацию (CASC). Бывшее учреждение было ответственно за политику, в то время как новое — за выполнение. Это разделение обязанностей оказалась несколько неудовлетворительным, поскольку оба агентства были, в действительности, одним большим агентством, разделяя и персонал и управление.
В ходе полной реконструкции в 1998 году CASC был разделён на множество малых принадлежащих государству компаний. Тем самым создавалась система, очень похожая на ту, что использует на Западе оборонная промышленность, когда объекты, являющиеся государственными агентствами, устанавливают свои принципы деятельности, затем с ними заключают контракт на эксплуатационные требования, при этом объекты находятся в собственности государства, но государством не управляются.

## Администрация
Главы CNSA:
- 1993—1998: Лю Цзиюань[кит.]
- 1998—2004: Луань Эньцзе[кит.]
- 2004—2010: Сунь Лайянь
- 2010—2013: Чэнь Цюфа
- март—ноябрь 2013: Ма Синжуй
- 2013—2017: Сюй Дачжэ
- май—декабрь 2017: Тан Дэнцзе
- 2018—н .в.: Чжан Кэцзянь

## Эмблема
Дизайн логотипа похож на эмблему Китайской аэрокосмической научно-технической корпорации. Стрелка в середине лого похожа на китайский иероглиф 人 , означающий «человек» или «народ», символизируя, что человек находится в центре всех космических исследований. Три концентрических эллипса обозначают три космические скорости (минимальная скорость, необходимая чтобы стать спутником Земли, скорость, чтобы выйти на гелиоцентрическую орбиту и скорость, чтобы покинуть Солнечную систему, преодолев притяжение Солнца), которые являются вехами космических исследований. Второе кольцо обозначено жирной линией, поскольку Китай прошёл первую и сейчас находится на второй стадии (исследования в пределах Солнечной системы). 人 находится над тремя кольцами, подчеркивая возможности человечества покинуть Землю и исследовать космос. Оливковые ветви были добавлены, чтобы подчеркнуть, что освоение космоса Китая является мирным.

## Список тайконавтов
| Космонавт (тайконавт) | Фото | Полёт                                                         | Примечание                                                                                       |
| --------------------- | ---- | ------------------------------------------------------------- | ------------------------------------------------------------------------------------------------ |
| Ян Ливэй              |      | Шэньчжоу-5 (15 октября 2003)                                  | Первый космонавт КНР                                                                             |
| Фэй Цзюньлун          |      | Шэньчжоу-6 (12—16 октября 2005)                               | Командир корабля                                                                                 |
| Не Хайшэн             |      | Шэньчжоу-6 (12—16 октября 2005) Шэньчжоу-10 (11—26 июня 2013) | Пилот (1-й полёт); командир (2-й полёт)                                                          |
| Цзин Хайпэн           |      | Шэньчжоу-7 25—28 сентября 2008) Шэньчжоу-9 (16—29 июня 2012)  | Был командиром кораблей, во время полётов которых осуществлён выход в открытый космос и стыковка |
| Лю Бомин              |      | Шэньчжоу-7 (25—28 сентября 2008)                              |                                                                                                  |
| Чжай Чжиган           |      | Шэньчжоу-7 (25—28 сентября 2008)                              | Первым из китайских космонавтов совершил выход в открытый космос                                 |
| Лю Ван                |      | Шэньчжоу-9 (16—29 июня 2012)                                  |                                                                                                  |
| Лю Ян                 |      | Шэньчжоу-9 (16—29 июня 2012)                                  | Первая китайская женщина-космонавт                                                               |
| Чжан Сяогуан          |      | Шэньчжоу-10 (11—26 июня 2013)                                 |                                                                                                  |
| Ван Япин              |      | Шэньчжоу-10 (11—26 июня 2013)                                 | Первая тайконавтка, вышедшая в открытый космос                                                   |